# Kurzętnik (gmina)
Kurzętnik – gmina wiejska w województwie warmińsko-mazurskim, w powiecie nowomiejskim. W latach 1975–1998 gmina położona była w województwie toruńskim.
Siedziba gminy to Kurzętnik.
Według danych z 30 czerwca 2004 gminę zamieszkiwały 8664 osoby. Natomiast według danych z 31 grudnia 2017 roku gminę zamieszkiwało 9145 osób. Według najnowszych danych z 31 grudnia 2019 roku gminę zamieszkiwało 9111 osób.

## Struktura powierzchni
Według danych z roku 2002 gmina Kurzętnik ma obszar 149,86 km², w tym:
- użytki rolne: 71%
- użytki leśne: 17%

Gmina stanowi 21,56% powierzchni powiatu.

## Demografia

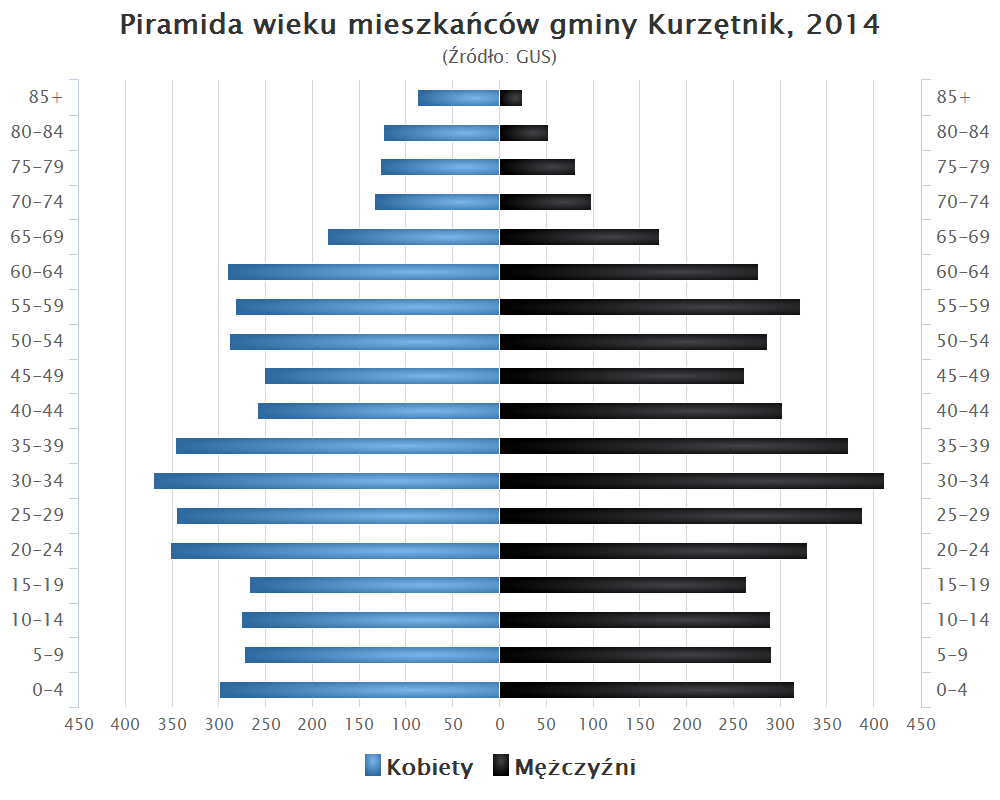
Piramida wieku mieszkańców gminy Kurzętnik w 2014 roku

Dane z 30 czerwca 2004:
| Opis                              | Ogółem | Ogółem | Kobiety | Kobiety | Mężczyźni | Mężczyźni |
| --------------------------------- | ------ | ------ | ------- | ------- | --------- | --------- |
| jednostka                         | osób   | %      | osób    | %       | osób      | %         |
| populacja                         | 8664   | 100    | 4356    | 50,3    | 4308      | 49,7      |
| gęstość zaludnienia (mieszk./km²) | 57,8   | 57,8   | 29,1    | 29,1    | 28,7      | 28,7      |

## Sołectwa
Bratuszewo, Brzozie Lubawskie, Kamionka, Kąciki, Krzemieniewo, Kurzętnik (sołectwa: Kurzętnik I i Kurzętnik II), Lipowiec, Małe Bałówki, Marzęcice, Mikołajki, Nielbark, Otręba, Sugajenko, Szafarnia, Tereszewo, Tomaszewo, Wawrowice, Wielkie Bałówki.

## Miejscowości niesołeckie
Kacze Bagno, Ostrówki, Rygiel.

## Sąsiednie gminy
Biskupiec, Brzozie, Grodziczno, Nowe Miasto Lubawskie, Nowe Miasto Lubawskie (miasto), Zbiczno.